# 维罗纳的圣伯铎
维罗纳的圣伯鐸（意大利语：Pietro da Verona，1206年—1252年4月6日），亦即圣伯铎致命，也译为维罗纳的圣彼得、殉道者圣彼得，本名伯铎·罗西尼，是13世纪在伦巴第的天主教道明會传教士与裁判官（裁判所）。1252年，他因反对纯洁派宣扬的摩尼教二元论而被刺杀，致命于伦巴第的巴拉西纳。1253年3月9日教宗依諾增爵四世将伯铎封圣。

## 生平
维罗纳的圣伯多禄于1206年生于意大利北部的维罗纳，本名伯多禄·罗西尼。当时意大利北部纯洁派盛行，他的家庭可能就是纯洁派的忠实信徒，相信二元论所宣称的善、恶二神论的存在。伯多禄先在一所天主教学校上学，后来又进入博洛尼亚大学学习。15岁时他遇到了会祖圣道明，在聆听圣道明的讲道后他对正统天主教变得非常热忱，在大学里一直保持着正统的天主教神学观，并且那时他加入了道明会。此后他慢慢成为了意大利北部和中部一带著名的传教士。
伯铎传道的足迹遍布整个意大利，包括了罗马、佛罗伦萨、博洛尼亚、热那亚和科莫等城市，每到一处，跟随他的人常常蜂拥而至，领洗入教者甚多。自1230年教宗額我略九世时代起，伯铎就开始不停的与纯洁派斗争。在他为数众多的讲道中不仅批评了言行不一的信仰者，更猛烈抨击了鼓吹摩尼教二元论的纯洁派，斥责他们拒绝教宗的领导和基督教教义的行为，这也招致了纯洁派对他的强烈仇视。1252年，教宗伊诺增爵四世鉴于伯铎严谨对待修会生活和他在宣讲教理、出色的讲道才能以及对正统天主教信仰的高度热情的缘故而派遣他作为伦巴第地区的宗教裁判官。关于他在宗教裁判所6个月工作内容的记载极少，后人连他是否参加过任何一件案件的审判都不得而知。在此期间关于伯铎仅有的记载是他曾宣布宽恕那些主动告明自己异端行为的或曾同情异端的人士。
1252年4月6日，在从科莫返回米兰的途中，他被米兰的纯洁派所雇佣的两位杀手—巴尔萨诺的加里诺（Carino Pietro da Balsamo）与朱萨诺的曼弗雷多·克里托罗（Manfredo Clitoro of Giussano）所暗杀。两个杀手从科莫一直跟随他到巴拉西纳（Barlassina）附近，用斧头猛砍伯铎和他的同伴。传说称当伯铎被斧头砍中时，他还支撑着站起来，并唱颂宗徒信經，将他的血奉献给基督，以指蘸血写下“我信唯一的天主”（Credo in Unum Deum）。五天后圣人的同伴也因重伤而致命。

## 身后及封圣
伯多禄的遗体被送往米兰并安葬于欧斯托奇乌斯教堂，其陵墓由若望·巴都乔（Giovanni di Balduccio）负责设计，用于谋杀他的刀具被保存在赛维诺纪念圣伯铎的圣髑匣中。刺杀圣伯铎的杀手之一巴尔萨诺的加里诺最终忏悔己罪并在之后成为了道明会弗利修道院的第三会（在俗会）会士，后来得到当地人的敬仰。在列品过程中，人们发现在伯多禄的生前身后都有许多圣迹发生。到了1253年3月9日，距伯铎的去世仅337天之后，因为伯多禄的致命和圣德以及相关证实的奇迹，时任教宗伊诺增爵四世就册封他为圣人，这也使圣伯多禄致命成为历史上被封圣速度最快的天主教圣人。在罗马礼中圣伯多禄致命的纪念日为4月29日，而道明会则在6月4日纪念这位圣人。如今维罗纳城的圣母玛利亚安提卡教堂也以他的名字重新命名。